# تيموثي ديانغ
تيموثي ديانغ (بالفرنسية: Timothée Dieng)‏ هو لاعب كرة قدم فرنسي في مركز الدفاع، ولد في 4 أبريل 1992 في غرونوبل في فرنسا. لعب مع أولدهام أثلتيك ونادي بريست.

## وصلات خارجية
- تيموثي ديانغ على موقع قاعدة بيانات كرة القدم.إي يو (الإنجليزية)
- تيموثي ديانغ على موقع ليكيب (الفرنسية)
- تيموثي ديانغ على موقع Soccerway.com (الإنجليزية)
- تيموثي ديانغ على موقع AS.com (الإسبانية)